# Kilis (province)
La province de Kilis est une des 81 provinces de la Turquie. Sa préfecture se trouve dans la ville éponyme de Kilis.

## Géographie
Sa superficie est de 1 428 km2. Ce qui fait de cette province la plus petite de Turquie.

## Population
Au recensement de 2000, la province était peuplée d'environ 114 724 habitants[réf. nécessaire], soit une densité de population d'environ 80 hab./km2.
| 2000    | 2001    | 2002    | 2003    | 2004    | 2005    | 2006    |
| ------- | ------- | ------- | ------- | ------- | ------- | ------- |
| 109 698 | 111 024 | 112 219 | 113 387 | 114 615 | 115 886 | 117 185 |

| 2007    | 2008    | 2009    | 2010    | 2011    | 2012    | 2013    |
| ------- | ------- | ------- | ------- | ------- | ------- | ------- |
| 118 457 | 120 991 | 122 104 | 123 135 | 124 452 | 124 320 | 128 586 |

| 2014    | 2015    | 2016    | 2017    | 2018    | 2019    | 2020    |
| ------- | ------- | ------- | ------- | ------- | ------- | ------- |
| 128 781 | 130 655 | 130 825 | 136 319 | 142 541 | 142 490 | 142 792 |

| 2021    | 2022    | 2023    | - | - | - | - |
| ------- | ------- | ------- | - | - | - | - |
| 145 826 | 147 919 | 155 179 | - | - | - | - |

## Administration
La province est administrée par un préfet.

## Subdivisions
La province est divisée en 4 districts.